# Recio (football)
Pour les articles homonymes, voir José Luis García, García et Recio.
José Luis García del Pozo dit Recio est un footballeur espagnol, né le 11 janvier 1991 à Malaga en Espagne. Il évolue comme milieu de terrain.

## Biographie
Né à Malaga, Recio effectue toute sa formation dans le grand club local, le Málaga CF qui évolue en Liga BBVA.
Intégré à l'équipe réserve depuis 2009, il est repéré en novembre 2010 par le nouvel entraîneur Manuel Pellegrini, qui remplace Jesualdo Ferreira à la suite du très mauvais début de saison du club.
Il est donc promu en équipe première en compagnie d'un autre joueur de la réserve, Francisco Portillo.
Le 11 novembre 2010, il est titularisé en Coupe du Roi en 1/32 de finale contre Hércules Alicante, match qui voit la qualification de son équipe (3-2).
Il est de nouveau titularisé dix jours plus tard pour son premier match en Liga, match malheureusement perdu (0-3) face au Deportivo La Corogne.
Après ses deux premières titularisations, Recio signe, à l'âge de 19 ans, son premier contrat professionnel le 30 novembre 2010 jusqu'en juin 2015.
Contrat qu'il fête cinq jours après en inscrivant son premier but en Liga lors d'une victoire (4-1) contre le Racing de Santander.
Par la suite, il ne sort plus de l'équipe première. Résistant même au recrutement hivernal d'Enzo Maresca et d'Ignacio Camacho.
Le 31 août 2018, Recio rejoint le CD Leganés.
Le 4 septembre 2020, Recio est prêté à la SD Eibar pour une saison.
Il est ensuite transféré en août 2022 à l'Apollon Limassol, club chypriote, avant d'en partir quelques mois plus tard, en janvier 2023.

## Palmarès
Vierge